# Siphocampylus ambivalens
Siphocampylus ambivalens är en klockväxtart som beskrevs av Thomas G. Lammers. Siphocampylus ambivalens ingår i släktet Siphocampylus och familjen klockväxter.
Artens utbredningsområde är Bolivia. Inga underarter finns listade i Catalogue of Life.